# Старий Чортків
Старий Чортків (пол. Czortków Stary) — колишнє село в Україні, нині — частина міста Чорткова.

## Географія
Розташовувалося з південно-західної сторони до міста Чорткова.

## Історія

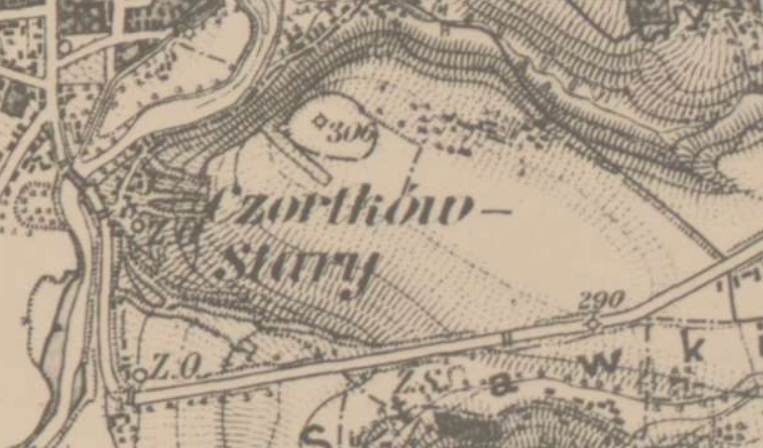
Старий Чортків на австрійській топографічній мапі, 1869—1887 рр.

Село відоме з XIX століття.

## Релігія
У селі була церква святого Миколая Чудотворця (1714—1801).

## Населення
У 1880 р. — 1070 жителів.